# Biadoc
Biadoc, eller Bjadök eller Bjaðok, var mor till den norske kungen Öystein Haraldsson och faster till Somerled.
Biadoc var dotter till den skotske stormannen Gilledomnan mac Solam. Kung Harald Gille hade på sin dödsbädd förklarat att han hade lämnat en son efter sig under sin tid på de brittiska öarna. År 1142 anlände Biadoc från Skottland till Norge och förklarade att hennes son, som var född cirka 1125, också var Harald Gilles son. Även Harald Gille själv hade kommit till Norge med sin mor på samma sätt vid sin far Magnus Barfots död. Hennes berättelse godtogs och hennes son accepterades som kung jämsides med sina två halvbröder.
Den gaeliska traditionen gör gällande att Harald Gille var gift med stormannsdottern Biadoc (i fornnordiska källor Bjaðok). I norsk tradition har det emellertid varit vanligt med att betrakta Biadoc som Haralds frilla.